# Гидрид стронция
Гидрид стронция — бинарное неорганическое соединение стронция и водорода с формулой SrH2, белые кристаллы.

## Получение
- Восстановление оксида стронция водородом:

{\displaystyle {\mathsf {SrO+2H_{2}{\xrightarrow {700-800^{o}C}}\ SrH_{2}+H_{2}O}}}
- Непосредственным взаимодействием элементов:

{\displaystyle {\mathsf {Sr+H_{2}\rightleftarrows SrH_{2}}}}

## Физические свойства
Гидрид стронция образует белые кристаллы ромбической сингонии, пространственная группа P nam, параметры ячейки a = 0,6364 нм, b = 0,7343 нм, c = 0,3875 нм, Z = 4.
При 355°С происходит фазовый переход.

## Химические свойства
- Термически неустойчив, разлагается при сильном нагревании:

{\displaystyle {\mathsf {SrH_{2}{\stackrel {\mathsf {675^{o}C}}{\rightleftarrows }}Sr+H_{2}\uparrow }}}
- Энергично взаимодействует с водой:

{\displaystyle {\mathsf {SrH_{2}+2H_{2}O{\xrightarrow {\ }}\ Sr(OH)_{2}+2H_{2}\uparrow }}}
- и с кислотами:

{\displaystyle {\mathsf {SrH_{2}+2HCl{\xrightarrow {\ }}\ SrCl_{2}+2H_{2}\uparrow }}}

## Применение
- Компонент люминофоров и фосфоресцирующих составов.
- В кожевенной промышленности.